# Суздалево (Красноярский край)
Суздалево — деревня в Абанском районе Красноярского края России. Входит в состав Самойловского сельсовета.

## История
Деревня была основана в 1900 году. По данным 1926 года в деревне, именовавшейся в тот период Сусдалова, имелось 41 хозяйство и проживало 176 человек (в основном — русские). Функционировала школа. Административно деревня входила в состав Самойловского сельсовета Абанского района Канского округа Сибирского края.

## География
Деревня находится в западной части района, на правом берегу реки Пинтишет, вблизи места впадения её в реку Абан, на расстоянии приблизительно 18 километров (по прямой) к северо-северо-западу (NNW) от посёлка Абан, административного центра района. Абсолютная высота — 223 метра над уровнем моря.

## Население
| 1926 | 1989 | 2002 | 2010 |
| ---- | ---- | ---- | ---- |
| 176  | ↘65  | ↘42  | ↘30  |

Гендерный состав
По данным Всероссийской переписи населения 2010 года 17 мужчин и 13 женщин из 30 чел.
Национальный состав
Согласно результатам переписи 2002 года, в национальной структуре населения русские составляли 78 %.

## Улицы
Уличная сеть деревни состоит из одной улицы (ул. Центральная).